# درخت‌ران سرخ‌گون
درخت‌ران سرخ‌گون (نام علمی: Margarornis rubiginosus)، یک پرنده گنجشک‌سان در زیرخانواده Furnariinae از خانواده تنورمرغان (Furnariidae) است که در کاستاریکا و پاناما یافت می‌شود.
درخت‌ران سرخ‌گون در تمام طول سال ساکن است.